# Condado de Richmond (Georgia)
El condado de Richmond (en inglés: Richmond County), fundado en 1777, es uno de 159 condados del estado estadounidense de Georgia. En el año 2000, el condado tenía una población de 212 775 habitantes y una densidad poblacional de 238 personas por km². La sede del condado es Augusta. El condado recibe su nombre en honor a Charles Lenox, Conde de Richmond.

## Geografía
Según la Oficina del Censo, el condado tiene un área total de 435 km² (168 mi²), de la cual 435 km² (168 mi²) es tierra y 10 km² (3,9 mi²) (1.34%) es agua.

### Condados adyacentes
- Condado de Edgefield (Carolina del Sur) (norte)
- Condado de Aiken (Carolina del Sur) (noreste)
- Condado de Burke (sur)
- Condado de Jefferson (suroeste)
- Condado de McDuffie (oeste)
- Condado de Columbia (noroeste)

## Demografía
Según el censo de 2000, había 212 775 personas, 73 920 hogares y 49 526 familias residiendo en la localidad. La densidad de población era de 238 hab./km². Había 82 312 viviendas con una densidad media de 98 viviendas/km². El 45.55% de los habitantes eran blancos, el 49.75% afroamericanos, el 0.28% amerindios, el 1.50% asiáticos, el 0.16% isleños del Pacífico, el 0.12% de otras razas y el 1.01% pertenecía a dos o más razas. El 1.78% de la población eran hispanos o latinos de cualquier raza.
Los ingresos medios por hogar en la localidad eran de $38 004, y los ingresos medios por familia eran $52 892. Los hombres tenían unos ingresos medios de $30 028 frente a los $23 512 para las mujeres. La renta per cápita para el condado era de $18 133. Alrededor del 19.60% de la población estaban por debajo del umbral de pobreza.

## Transporte

### Principales carreteras
- Interestatal 20
- Interestatal 520 — Bobby Jones Expwy.
- () U.S. Highway 1 (Ruta Estatal de Georgia 4) — Deans Bridge Rd. (de la línea del condado a Gordon Hwy.), Gordon Hwy. (de Deans Bridge Rd. a la línea estatal)
- U.S. Route 25 — Peach Orchard Rd. (en toda su longitud), Gordon Hwy. (de Peach Orchard Rd. a la línea estatal)
- U.S. Route 78 /  U.S. Route 278 /  Ruta Estatal 10 — Gordon Hwy.
- SR 28
- SR 56
- SR 88
- SR 104
- SR 383

## Localidades
- Augusta
- Blythe
- Hephzibah
- Fort Gordon